# قتلگاه: شدو فال
قتلگاه: شد و فال (به انگلیسی: Killzone: Shadow Fall) یک بازی ویدئویی به سبک تیراندازی اول شخص که توسط گوریلا گیمز توسعه یافته و به‌وسیلهٔ سونی کامپیوتر انترتینمنت به عنوان بازی زمان عرضه و به‌طور انحصاری برای کنسول پلی‌استیشن ۴ منتشر شده است. این ششمین قسمت در مجموعه بازی‌های قتلگاه و چهارمین بر روی کنسول است. خبر انتشار شدو فال در ۲۰ فوریه ۲۰۱۳ در کنفرانس خبری پلی‌استیشن ۴ سونی آشکار شد.

## داستان
داستان قتلگاه: شدو فال سی سال بعد از وقایع قتلگاه ۳ اتفاق می‌افتد. زندگی در سیاره هلگاست‌ها تبدیل به کابوسی شده بود، اما جنگ هنوز ادامه داشت. دسته‌هایی از وکتان‌ها و هلگاست‌ها در شهری زندگی می‌کردند که توسط یک دیوار امنیتی بزرگ به دو ناحیه تقسیم می‌شد. هلگاست‌ها برای گرفتن حق خود یعنی زیستن مبارزه می‌کردند، درحالی که وکتان‌ها برای بقای خود می‌جنگیدند.